# 保育生物學
保育生物學（英語：conservation biology）又稱保護生物學，是有關保育大自然及地球生物多樣性的學科，目的是保護物種及其棲地，乃至於諸多生態系統，避免物種過快滅絕或受到生物交互作用的危害。保育生物學跨越學科，需運用到自然科學及社會科學，還有自然資源管理的具體應用。:478
保育生物學的洞見形成保育倫理。

## 起源
「保護生物學」此術語及概念算是新興領域，起源於1978年在聖地牙哥加州大學（UCSD）召開的「第一屆國際保護生物學研究會議」。會議由美國生物學家Bruce A. Wilcox及Michael E. Soulé領銜，與會的有各大學及動物園的尖端研究人員及環保工作者，如Kurt Benirschke、Otto Frankel爵士、Thomas Lovejoy 以及賈德·戴蒙。對於熱帶森林砍伐、物種消失及基因多樣性減損的憂心促成本次會議，期許會議及後續工作可以橋接理論面的生態學與進化遺傳學及實務面的保護政策。
保護生物學和生物多樣性的概念同時興起，為現代保護科學和政策的基石。保護生物學源起的多種學科內涵也衍生出新的子學科，包括保護社會學、保護行為學及保護生理學，並促進了保護遺傳學的發展。

## 內涵
世界各地既有的生物系統正迅速衰退，使得保育生物學被稱為「有時限的學科」（Discipline with a deadline）。在研究物種分佈、遷徙、數量、有效種群大小、近交衰退，及稀有或瀕危物種的最小可存活种群上，保育生物學與生態學密切相關。面對原生動植物群落，保育生物學家也密切地研究復育生態學，致力於了解受到大環境所影響之生物族群或群集棲地，與其相關的正、負面因素。當人們對於生態多樣性、族群、物種及遺傳之保持、損失及恢復等相關議題有更多的關心，將影響生物多樣性及其學科，進而維持保育生物學發展。這些擔心均源於一項評估：接下來的50年間，全世界50%的植物將會消失，這將助長貧困、饑荒並徹底改變這個星球的發展進程。
保育生物學家研究並教育大眾生物多樣性喪失、物種滅絕以及人類為了維持正常生活而對環境所造成的負面影響，其中的趨向及過程。無論是在野外或辦公室，在政府、大學、非營利組織及企業中，總有保育生物學家投身其中。他們被資助去研究、監控，並登錄全球的各個方面及其與社會的關係。該主題非常多樣，因為這是生物學與社會學跨領域的結合。基於倫理、道德以及科學因素，有些人成為保育生物學相關工作及職業的支持者，號召全世界面對目前的生物多樣性的危機。組織與個人可以透過參與當地保育研究、監控及教育等行動計畫，進而面對生物多樣性危機。

## 歷史

### 自然資源的保育
現在有個新現象，人們開始意識到必須維持與保護全球生物多樣性，進而努力展開相關行動。現在對於自然資源的保育，是上個世紀保育概念的繼續。人類的需要與大自然之間的直接關係，促成資源倫理的誕生。對於人類長期發展而言，國家必須制定相關法令亦或公眾抵制相關產品，以防止自然資源被少數人貪婪的利用，進而牽連社會其他層面的供應。人們到底要如何尊重並管理自然資源？這樣的社會性難題通常被稱為「共有財的悲哀」。
有鑒於此，保育生物學家追溯關於公共資源的基本倫理，並以其協調各樣文化以解決相關的衝突。例如，阿拉斯加的特里吉特與加拿大的海達雙方，基於尊重，對於捕撈西北太平洋中的紅鮭有著資源分界、規範以及限制存在。基本上，這些規則是由當地部落的酋長指導之下產生的，因為他們知曉並管理每條溪與河的生命脈絡。其實在歷史上就有許多相似的例子，不少文化都對共有自然資源抱持著尊重的心態，進而遵循傳統的規則、儀式以及團體行為，藉此管理資源的使用。
所以，在早期的信仰與哲學著作中，也能找到關於保育倫理學的論述。比如道教、神道教、印度教以及佛教。在希臘哲學中，也可見柏拉圖感嘆草場退化：「如是說，還剩甚麼？只剩病痛所累的軀體；帶走了沃土所承的豐滿，只剩一團赤裸骨架。」在聖經中，藉著摩西所頒布的律法，神命令人每七年就要停止耕作一年，好讓土地休養生息。然而，在 18 世紀以前，許多歐洲文化認定欣賞大自然是一種異教徒的觀點。人們詆毀荒野，並且推崇農業發展。雖然如此，在西元 680 年時，聖卡斯伯特在英國的法爾群島就已以建立野生動物保護區以回應他的信仰。

### 早期的博物學家
隨著許多大型探險活動的發展受到歐洲及北美大眾的歡迎，自然史的研究儼然成為十八世紀時最重要且急迫的工作之一。到了1900年代，全世界的自然史博物館在德國就有150間，而英國及美國各有250間，法國更有300間之多。同時（約18世紀末20世紀初），保護主義以及保育主義的思維也因此而開始得到了發展。
到了19世紀初期，在亞歷山大．馮．洪保德、查爾斯．萊爾，以及查爾斯．達爾文等人的努力之下，開啟了生物地理學的研究領域。由於19世紀時的人們對於自然史研究相當著迷，「成為第一個收集到珍稀標本的收藏家」已成為一股熱潮，但這麼做的目的只是擔心這些物種會因為其他同好而滅絕。因此，雖然18、19世紀許多博物學家們的工作應該是去激發大眾對於大自然的熱愛以及促成環境保護組織的興起，但若從他們當時留下的著作看來，以現代的標準而言，顯然對於保育的重要性仍較不具一定的敏感度，因為他們會殺死數百個樣本僅滿足自己收藏的喜好。

### 自然保育運動
現在保育生物學的起源，可追溯到18世紀末的啟蒙運動時代，特別是在英格蘭及蘇格蘭地區。在許多為思想家當中，尤其以詹姆斯．伯尼特，描述了保護大自然（preserving nature）的重要性，但其早期許多的重要論述主要源自於基督教神學。
而最早具有科學性質的生態保育原則，則落實於英屬印度的森林。此保育倫理發展始於三大核心原則：（一）人類的活動破壞了大自然。（二）作為一個公民，為了我們的後代子孫，保護自然環境是我們的義務及責任。（三）最後，為了確保這項義務成功地落實，應該使用科學化且以經驗做為基礎的方法進行。詹姆斯•拉納爾•德馬丁爵士是推動此一思想相當著名的人物，他出版了許多臨床局部解剖學（medico-topographical reports）的報告，並證明了大型的森林砍筏活動及旱化現象將會造成土地大規模的破壞。他也致力於進行遊說活動，使英屬印度通過森林保育的制度化，並成立林業部門。
於是清奈（舊稱：馬德拉斯）的稅務局遂於1842年開始了當地的保育工作，並以亞歷山大．吉布森為首，其作為一位專業的植物學家，他有系統的實施具科學基礎的森林保育計畫。這是世界上第一個森林保育管理的實例。最終於1855年時，印度總督達爾豪西侯爵開啟了世界第一個具永久性且大規模的森林保育計畫。此一範例很快就傳到其他殖民地，甚至連美國也受到影響，美國並於1872年成立了世界第一個國家公園－黃石國家公園。

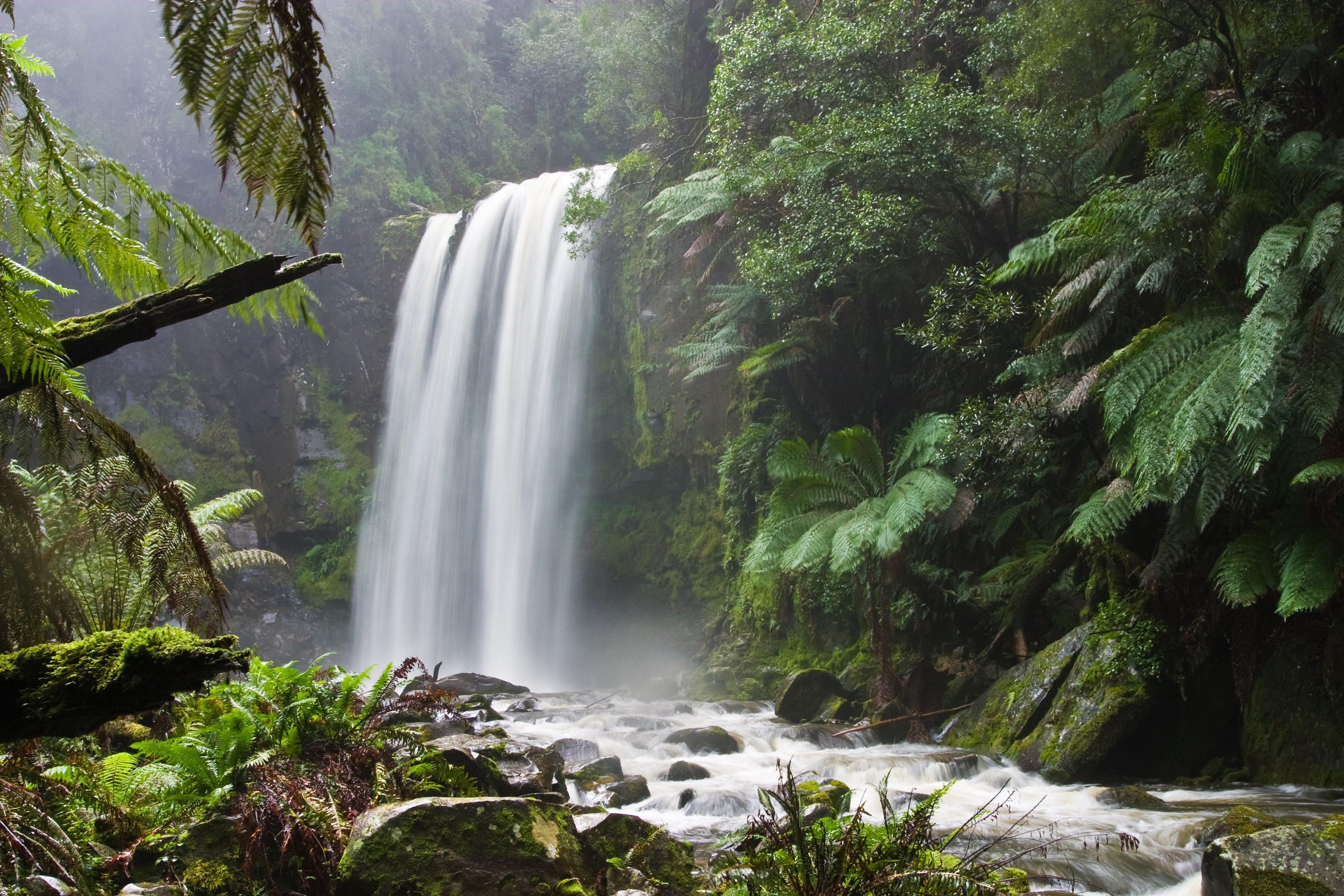
發展澳大利亞霍普頓瀑布的旅遊業同時，人們亦在努力保育當地生態。

到了19世紀末，保育（conservation）一詞才開始被廣泛使用，其內容涉及資源管理，主要是出於經濟因素的考量，比如：自然資源，如：林產、漁產、野生動物、農耕、牧場，以及礦產等。此外，也包括森林保護（林業）、野生動物（野生動物保護區）、綠地、荒野，以及水域。而就在這個時期，第一個自然保育法立法了，同時也成立了第一個自然保育團體。1896年，在海鳥保護團體（即後來的「皇家鳥類保護協會」）及一位備受推崇的鳥類學家－阿弗列．牛頓的廣泛遊說下，英國通過了世界第一個自然保育法－《海鳥保護法案》。同時，牛頓也在1872年促成了第一個野生動物保護法，此法保護動物免於繁殖季節期間受到傷害，以防止其因此而滅絕。
第一個自然保育團體即是皇家鳥類保護協會，它於1889年成立於曼徹斯特，當時他們提倡反對利用鳳頭鷿鷈及三趾鷗的皮膚及羽毛製作成皮草。最初，他們被稱為「羽毛聯盟」。該組織後來得到了普及，最終於克羅伊登將皮草及羽毛聯盟合併成為皇家鳥類保護協會。國民信託成立於1895年，其宣言為：「......對於國家及土地的永久保存，......保存（到目前為止實際可行）其自然的部分」
在美國，1891年的《森林儲備法》賦予了總統撤銷原有可以自由放牧的公共領域，並加以管制成為森林保育區。美國早期重要的環境保護運動領袖－約翰．繆爾在1892年成立了賽拉俱樂部（或稱：山巒俱樂部、山巒協會、賽拉山俱樂部、高山協會）並在1895年成立紐約動物學會（今國際野生生物保護學會）。1901年到1909年期間,
一系列的國家森林在美國第26屆總統狄奧多．羅斯福的努力下紛紛成立。1916年的《國家公園法》，包含了「不傷害的利用」條款，在約翰．繆爾的努力下，最終導致在1959年撤除了在恐龍國家公園建造水壩想法。
在20世紀，加拿大的公務員，包括：查爾斯．戈登．休伊特以及詹姆士．哈金等人持續領導野生動物保育的運動。

### 全球保育工作
於二十世紀中葉，開始出現針對個別物種的保育工作，其中最顯著的是由紐約動物協會所進行的南美洲大型貓科動物保育工作。紐約動物協會從二十世紀初開始，致力於發展及建立特定物種之保育，進行必要的保育研究，以確立最適保育地點，並作為其保育工作之首要任務。Henry Fairfield Osborn Jr.， Carl E. Akeley， Archie Carr 及 Archie Carr III以此保育工作而聞名當代。例如Akeley，他曾帶領探險隊至維龍加山脈觀察野生山地大猩猩，並確信該物種及其區域需優先保育。他也說服比利時的Albert I採取保衛山地大猩猩的行動，並於現在的剛果民主共和國建立阿爾貝特國家公園(後改名為維龍加國家公園)。
約1970年，在美國的瀕危物種法案及加拿大的受威脅物種法案之引導下，澳洲、瑞典、英國等國制定了生物多樣性行動計劃(SARA)，上百種特定物種的保護計劃亦接踵而至。值得注意的是，聯合國採取了保育重要性突出的文化或自然地點做為人類共同遺產的行動，且該計劃於1972年被聯合國教科文組織大會採用。截至2006年，聯合國教科文組織共列出830個人類共同遺產地點、644個人類共同遺產文化、162個人類共同遺產自然景觀。美國為第一個積極於國內推行生物保育法的國家，並接連批准瀕危物種法案(1966)與國家環境政策法案(1970)，他們投入大量的資金及保護措施，以保育大範圍的棲息地，和研究受威脅物種。美國保育活動的開展及法規的建立，激發了世界各地其他保育活動之發展，以印度為例，亦在1972年通過了野生動物保育法。
在1980年，值得注意的發展是城市保育運動的興起。某個成立於英國伯明罕的當地組織，在英國各城市間串聯且迅速發展城市保育運動，甚至擴及海外。此運動雖被視為草根性的群眾運動，但其早期發展主要得益於城市野生動物的學術研究。城市保育運動最初被視為激進份子的保育運動觀點，但卻漸漸與人類活動密不可分，現今已成為保育思想的主流。目前已有大量的研究工作集中在城市保育生物學上，而保育生物學協會創始於1985年。
至1992年，世界上大多數國家已承諾遵從生物多樣性公約原則，並依此原則來進行生物多樣性之保育；隨後，許多國家開始在其境內鑑別及保護瀕危物種，並執行保護相關棲息地的生物多樣性之行動計劃。在1990年後期，出現了越來越多的專業部門，如日趨成熟的生態與環境管理協會和生態協會。
自2000年以來，景觀規劃保育的概念已崛起，而較少強調單一物種或單一棲息地的聚焦行動。有別於由多數主流保育人士提倡的生態系統方法，一些知名物種之保育方式亦備受關注。生態學證實了生物圈的運作方式，以人類、其他物種和自然環境三者之間複雜的交互關係為例，蓬勃發展的人口與相關農業、工業與其伴隨而來之汙染，這些證實了生態系統的穩定關係是極易被瓦解擾亂。
|                         | 最能呈現出人類對於動物或植物的無知的一句話莫過於是：「這東西有甚麼好？」如果土地整體的自我運行機制是完善的，那麼每一部分都會是完善的，不論我們是否了解這樣的概念。如果某一時代的生物，在這萬古的過程中，已建立我們所不了解的機制，那我們怎麼可以愚蠢地摒棄自以為看似無用的部分？土地有其睿智的修復機制，其首要預防方式就是保持每個運作齒輪的存在。 The last word in ignorance is the man who says of an animal or plant: "What good is it?" If the land mechanism as a whole is good, then every part is good, whether we understand it or not. If the biota, in the course of aeons, has built something we like but do not understand, then who but a fool would discard seemingly useless parts? To keep every cog and wheel is the first precaution of intelligent tinkering. |
| ——李奧波 ，《沙鄉年鑑》 | |

## 概念與架構

### 量測滅絕的速度
滅絕率有許多種測量方式。保育生物學家量測並應用化石紀錄、棲地損失率以及許多其他的變數作為滅絕率統計量測數，如生物多樣性的損失作為棲地損失率及位置佔有率的函數以得到相關統計量。島嶼生物地理學可能是對於與保育生物學最重要的貢獻，以科學知識建立關於如何評估物種滅絕的速率及物種滅絕的過程。現況而言，每幾年就會再次評估單一物種的滅絕率。
量測持續不間斷的物種損失是很複雜的，因為事實上大多數的地球物種並未被記載或評估。有關究竟有多少物種存在(從三百六十萬到一億一千一百七十萬) 到多少物種被確認(從一百五十萬到八百萬)，其預估之量測值歧異極大。只有不到百分之一的物種真正被記載及研究，而非僅僅認知到他們的存在。從前述的數字來看，國際自然保護聯盟紀載有百分之二十三的脊椎動物、百分之五的無脊椎動物，以及百分之七十的植物被評估為瀕危或備受生存威脅的物種。

### 系統性保育規劃(Systematic Conservation Planning, SCP)
系統性的保育計畫是個有效的方法，尋求並建立有效且有效率之保育設計的形式，並與在地社群共同支持本地生態系統之發展，以獲取及支持生物多樣性價值為其最高指導原則。Margules and Pressey鑑定在系統性計畫方法中有六種互聯的階段:
1. 計畫區域的生物多樣性資料之編纂
2. 計畫區域的保育目標之鑑定
3. 審視既存保育區域
4. 選定增訂保育區域
5. 修復保育之行動
6. 維持保育區域之需求價值

保育生物學家定期準備詳盡的保育計畫為以配合相關單位之補助計畫，或有效地協調他們的行動計劃並鑑定最佳管理方針(例如[64])。保育生物學之系統化策略通常採用地理資訊系統以協助決定施行進程。目前學界依據系統性保育規劃方法概念，發展出許多保育區劃設軟體工具，如Marxan及Zonation,為目前學界最佳保育區規劃的主流軟體工具。
。

### 保育生理學：保育的自我運行機制
Steven J. Cooke及其同僚定義了保育生理學：一門整合性的專業科學並應用於生理學層面及相關工具、以及描述生物多樣性及生態學意義的知識；了解並預測生物、群體及生態系統如何回應環境變遷及壓力源；解決廣闊範圍之跨分類群(如微生物界、植物界、動物界) 的保育問題。生理學被視為是有最廣泛可能的術語，包含了各種規模之功能性及機械性的回應，而保育則包含了發展細緻的策略以重建族群及復育生態系、說明保育政策、建立決策工具，以及管理自然資源。保育生理學特別與執行人員息息相關，其原因在於人對於環境會產生潛在之因果關係並帶來造成族群下降的影響因素。

### 保育生物學是一門專業
保育生物學協會是由全球保育專家所組成，他們致力於促進科學及實踐生物多樣性保育。除了生物學的專業外，保育生物學還涵蓋哲學、法學、經濟學、人道主義、藝術、人類學，及教育等範疇，其遺傳與演化的相關研究及知識比生物學領域更為廣闊，但生物學仍為實踐保育生物學最主要的專業訓練。
生物學家在提倡大自然的內在價值時，保育生態學仍能是一門客觀的科學嗎?當保育學家在支持一個政策時，如進行建設但破壞生物棲息地或是不開發但得以保留健全的生態系統，保育生物學家的選擇是否包含了個人的偏見? 如同所有科學家支持某些價值觀，保育生態學家也是如此。保育生物學家建議以符合科學、動機、邏輯和價值觀的方式規劃管理計畫，並且合理且理智地實行自然資源管理。這種建議類似於專業醫學上倡導選擇健康的生活方式，兩者雖使用各自的方法，但其結果皆對人類有益。
保育生物學界近來有個概念正逐漸形成，即是保育生育學應具有其領導性，並提倡應使保育生物學轉化為更有效的學科，且能向社會傳達並概述生物保育問題的全貌。這個活動提出了一個類似於適當的管理經濟方法的領導方法。其概念應避開歷史上權勢，權利，和統治的概念，並建立在一個新的哲學或前衛理論。適當的保育領導地位能反應出其能更公平應用在以啟發，明確，合宜的交流手段帶動其他人成為將社會改變的更有意義的一員。合適的保育領導地位和互助計畫常做為保育生物學家在組織機構中的利器，例如aldo Leopold的領導計畫。

### 方法
保育又分為在原生地點保育瀕臨絕種的原位保育，或是在自然棲地以外執行的異域保育。原位保育包括保護或整頓棲息地本身，如:大量的環境保留區，或是防止保育種被掠食。當原位育種太難或無法實行時，異域保育即可應用在某些或是所有的物種上。
另外，也可採用被稱為保護主義者的不干擾方法。保護學者主張能讓出一個區域是能完全停止來自人類的干涉以保存大自然和物種的存在。[5]就這一點而言，保育學家和保護學者對於社會問題有不同的看法，如為社會和生態系統兩者尋求對接合保育生物及社會都公平的解決方案。
有些保護學者則著重在沒有人存在的情況下，世界可能更具有生物多樣性。
|              | 地球上尚有2/3未被動物開闢成棲地，而若沒有人類的影響這些四足動物的多樣性可能指數增長。 Animals have not yet invaded 2/3 of Earth's habitats, and it could be that without human influence the diversity of tetrapods will continue to increase in an exponential fashion. |
| ——sahney等人 | |

### 倫理和價值
保育生物學家是實踐（practice）生物學和社會科學倫理的跨領域研究員。根據禪宗的說法，自然保育者必須以合乎科學性及道德性的方式維護生物多樣性，以此為最高原則。經過對生物多樣性的探究，保育生物學家得出自然資源保護倫理，也就是（which identify what measures will deliver）)：將最好的資源給予最多的人並得以持續最長的時間。
某些保育生物學家主張自然界（nature）有其固有價值，這份價值無關乎人類的利益或功利主義。這份固有價值同時也確保了一個物種甚至是一段基因的重要性。無論是一個物種甚至是一段基因，都對其所屬的生態系十分重要。Aldo Leopold是一位古典的思想家及作家，他的哲學、倫理思想以及著作仍受到現代保育生物學家所推崇。他的著作通常較適合受過專業訓練者閱讀。

### 保育生物的優先項目
國際自然保護聯盟IUCN組織了世界各地的科學家和研究機構共同監控自然界的狀態變化以因應物種的絕種危機。IUCN每年會在他的紅皮書上更新所有物種的保育等級。IUCN的紅皮書是一項國際間重要的動物保育工具書，我們可以透過其目錄上的保育等級來識別哪些物種是需要受到保育的。
根據物種消失比率，保育生物學家指出：第六次物種大滅絕將是場生物多樣性的災難，為此我們在關注這些稀有的、地區性的及瀕危的物種之上，要採取更多不同的行動。關於生物多樣性流失的觀測，我們需要對生態系變化，如遷徙進行廣泛的檢查；以及全面的對生物多樣性進行超越物種等級(基因、族群、環境差異)的觀察。大量的，有系統性的而快速的生物多樣性流失，限制了生態系透過基因網路以及生態系差異而組成的自我更新功能；而這正威脅著人類的福祉。當生物的保育等級被廣泛的應用在保育生物管理上，許多科學家強調這將造成許多一般物種本身，或其棲地遭到人類所開發利用。此外，即便一般物種他們在生態系之中扮演著主要的腳色，他們的價值仍經常被低估。
雖然保育學界大多數強調維持生物多樣性的重要性，他們爭論著有關於生物多樣性組成的部分有如何優化基因、物種或生態系統。而至今主流的方法一直是努力保護瀕危物種的生物多樣性熱點，但一些科學家和環保團體(如大自然保護協會)認為應投入在生物多樣性的冷點，會更符合成本效益、邏輯以及符合社論。他們認為付出在發現、命名並繪製出每一個物種的分布圖是一種不明智的保育計畫。他們提出理解物種的生態作用之重要性為更好的方式。從生物多樣性的熱點及冷點可以意識到單位基因濃度、物種和生態系統是不均勻的分佈在地球表面。例如:有44%的維管束植物和35%四種類型的脊椎動物都被侷限於地球陸地表面1.4%的25個熱點區。
那些贊成優先設定冷點的爭論者提出有些其他需考慮生物多樣性之外的措施。他們指出只重視熱點而不重視社會和生態與廣大的地球生態系統聯繫的重要性。據估計地球表面的36%，涵蓋了世界38.9%的脊椎動物，缺乏特有種有資格作為生物多樣性熱點。此外，措施顯示最大限度地保護生物多樣性，並沒有任何紀錄生態系統服務會優於隨機選擇的區域。族群級別的生物多樣性(也就是"冷點")正在以10倍的速度消失當中。在解決生物質與特有種的重要程度，在文獻中被凸顯出作為一個保育生物學的問題，測量全球生態系統碳儲量的威脅程度。熱點優先的做法就不會大量投入於草原、賽倫蓋蒂、北極或北方針葉林的地方。這些區域有助於極多的族群生物多樣性和生態系統服務，
包括文化價值和行星養分的循環。
贊成熱點作法的人指出，物種是全球生態系統中不可取代的組成部分，他們都集中於最受威脅的區域，因此應該得到最大的保護策略。國際自然保護聯盟瀕危物種紅色名錄的分類，是正在運行中保護熱點保護方法的一個例子；不屬於稀有或特有的物種已經在他們的維基百科文章被列入最低關注或是佔的比重很小。這是一個熱點的辦法因為優先設置目標物種層級的關注超過族群層級或生物量。物種豐富度和遺傳多樣性有助於生態系統的產生與穩定(生態系統的進程)、適應性及生物量的演變。然而，雙方一致認為保護生物多樣性是必要的，以減少滅絕速度和找出自然界的內在價值；爭論的關鍵在於如何以最具成本效益的方式先優先考慮節約有限的資源。

### 經濟價值和自然資本
自然學家已經開始與領先全球的經濟學家合作，嘗試判斷如何計算自然的財富及服務，使這些價值可以出現於全球市場交易。這樣的計算系統將會被稱為自然資本，舉例來說，註冊一生態系統價值後才可將之開發使用。世界自然基金會(WWF)公告了生命星球報告書，並在一千六百八十六種脊椎動物中監測約五千的種群(哺乳類，鳥類，魚類，爬行動物和兩棲動物)，同趨勢報告顯示可如股市的同樣的方式被預測，並提出了全球生物多樣性指數[90]。這樣來看自然於全球經濟利益的測量模式是已經被G8+5領導和歐盟委員會所認可的。
大自然維持著多種生態系造福人類的服務[91][92]，地球上許多生態系服務是屬於全球公共財，沒有上市可能也因此不具有價碼和價值。當股票市場中出現了金融危機，那麼華爾街的交易員就無法從事買賣股票的工作，就如同一生命星球的自然資本是只能存於生態系統中，並沒有自然的股票市場，也沒有所謂的投資組合在於海馬、兩棲動物、昆蟲、以及其他持續給予生態系統服務的生物，使之賦與其社會價值。社會的生態足跡已經超過了三成此星球生態系統之生物自體再生的能力限制，如1970至2005脊椎動物物種下降的數目。
|                   | 生態信貸的緊縮是對於全球的挑戰。生命星球報告2008年已告訴我們多於四分之三的人口居住在生態負債的國家中——他們的國家對自然的消耗力已經超出其生物承載力。因此我們大多都都憑籍刻劃（和日漸透支）於世界其他地區的生態資本上，來維持我們目前的生活方式、我們經濟的成長。 The ecological credit crunch is a global challenge. The Living Planet Report 2008 tells us that more than three-quarters of the world's people live in nations that are ecological debtors – their national consumption has outstripped their country's biocapacity. Thus, most of us are propping up our current lifestyles, and our economic growth, by drawing (and increasingly overdrawing) upon the ecological capital of other parts of the world. |
| ——WWF生命星球報告 | |

那些固有的自然經濟發揮了維持人類生活的重要關鍵，包括全球大氣變化的調控、授粉作物、防治病蟲害[94] 、循環土壤養分、淨化我們的飲用水、供予藥物及醫療等福利，並且以無法實質量化的物質改善我們的生活品質。這是一種相互關係與關聯，於市場和自然資本間、於不平衡的社會收入及消失的生物多樣性之間。這也意味著，在最高速率生物多樣性消失的地方也是貧富最不平均的地方。雖然自然資本於市場方向比較下無法完全比擬於人類價值計算，一生態系統服務的衡量顯示其貢獻達到每年數萬億美元。舉例來說，北美森林的其中一段已被分配了2500億美元的年度價值，另一例子中，蜜蜂的授粉行為估計每年給予了100至180億美元。生態系統服務的價值在一紐西蘭島嶼上已經可估計出對國家極佳的貢獻的國家生產總值(GDP)。因為人類社會的消耗超出了地球生物自體再生的能力 ，星球的財富正逐漸遺失於一種不可思議的速度上。儘管生物多樣性及生態系統具有其彈性，但失去它們可能面臨的危機就是人類無法經由科學技術創造並重建多種生態系統及其功能。

### 策略物種的概念

#### 關鍵物種
有一些物種稱為關鍵物種，他們為支撐生態系統的核心樞紐。失去這些物種的結果不僅會造成生態系統功能的崩解，而且也造成共存物種的毀滅。關鍵物種的重要性，可藉由大海牛（學名：Hydrodamalis gigas）的滅絕中看見與之相互影響的海獺、海膽與海藻。海藻床的生長在淺水區形成育幼地、生物庇護所，也支持著食物鏈。海膽的食物是海藻，而海獺以海膽為食。當海獺因被過度捕捉，族群數量迅速下滑，海膽開始無限制地掠奪海藻床和造成當地生態系統崩潰。若任其發展，海膽會摧毀淺水區生態，而大海牛的食物來源是海藻床生物群，這加速了大海牛的滅亡。海獺被認為是關鍵物種，因為在海藻床的許多共存族群都依賴海獺存活。然而，這個問題被Turvey 和 Risley抱持存疑，他們發現大海牛單獨狩獵會驅使牠們的滅絕。

#### 指標物種
一個指標物種對生存環境要求嚴格，因此牠們成為觀測生態系統是否健康的指標。一些動物，如兩棲類的半透膜皮膚和濕地的關聯性，可以有一個對環境傷害敏感的物種就如同礦工的金絲雀。指標物種透過努力通過環境的退化來監測汙染或一些靠近人類的活動範圍。監測指標物種可以用來測量影響，如果一個重要的環境影響那就可以商量或修改實行計畫，如通過不同森林治療或管理方案，或是測量一殺蟲劑對森林的傷害可能造成衝擊生態系的健康。
政府機構、顧問或是非政府組織都定期監測指標物種，然而，有許多限制結合實際上的考量的方法才能接近有效。通常建議監測多種指標物種指標(基因、族群、物種、群落和景觀)，才能有效保護測量，防止傷害複雜化而且通常不可預測，由生態動力學回答。(Noss, 1997[107]:88–89)

#### 護傘種和旗艦種
護傘種其中一例為帝王蝶，是因為牠會長遷和其觀賞價值。帝王蝶遷徙路線遍布北美，覆蓋許多生態系和需要極大的空間生存。給予帝王蝶任何保護將會同時庇護其他物種和棲地在牠的保護傘下。一護傘種時常做為旗艦物種，像是大熊貓、藍鯨、老虎、山地猩猩和帝王蝶，這些常抓住公眾的注意和吸引支持保護行動。

## 背景和發展趨勢
保育生物學家研究的趨勢和進程從古生物過去到現在的生態，因為他們獲得相關的物種滅絕上下文的理解。它被普遍認為已經出現了登記在地球歷史上五大全球性生物大滅絕。這些措施包括：奧陶系（440萬年前）、泥盆世（370萬年前）、二疊紀 - 三疊紀（245萬年前）、三疊紀 - 侏羅紀（200萬年前）和白堊紀 - 第三紀滅絕事件（66萬年前）滅絕。在過去1萬年，人類的影響，地球的生態系統已經非常廣泛，以至於科學家很難估算損失的物種數；也就是說砍伐森林，珊瑚礁的破壞，濕地排水和其他人類行為的比率仍在進行比人類物種的評估快得多。最新地球生命力報告由世界自然基金會估計，我們已經超出了地球的生物再生能力，需要1.5地球支持放在我們的天然資源的需求。

### 第六次滅絕 ：全新世滅絕事件
生物學家正在處理，並公佈從地球表明的各個角落證據表明，人類可能造成的第六和最大的行星滅絕事件 。有人建議，我們正生活在一個前所未有的時代物種滅絕，也被稱為全新世滅絕事件的數字。全球滅絕速度可能比天然本底滅絕速度高出約10萬倍。據估計，三分之二的哺乳動物，屬單的一半的哺乳類動物體重至少44千克（97磅）的在過去5萬年滅絕。據推測，這第六個滅絕時期是獨一無二的，因為它是要被另一個生物劑在地球的4個十億年歷史的過程中造成第一大滅絕。全球兩棲動物評估報導，兩棲動物在全球範圍內下降比其他任何脊椎動物組快，與正在瀕臨滅絕所有倖存的物種超過32％ 。倖存的人口是在那些受到威脅的43％持續下降。自從80年代中期滅絕的實際利率已經超過了211倍速率從化石記錄測量。然而，“目前的兩棲類物種滅絕速度範圍可以從25,039到45,474倍的背景滅絕率兩棲動物。”全球滅絕發生趨勢正被監視每一個主要的脊椎動物中。例如，所有哺乳動物的23％和所有鳥類的12％是紅上市由國際自然保護聯盟的（自然保護聯盟），這意味著它們也面臨滅絕的危險。

### 海洋和珊瑚礁的狀況
全球珊瑚礁世界評估報告持續激烈及快速的下降，到2000年，全球27%珊瑚礁生態系統已經崩潰了。跌幅最大的時期發生在一個戲劇性的”白化”事件,1998年，世界上16%的珊瑚礁在不到一年的時間消失了。珊瑚白化是由環境壓力，包括海洋溫度和酸度的增加，造成共生藻類的釋放和珊瑚死亡。珊瑚礁之生物多樣性的衰落和滅絕風險在過去十年裡急遽的上升。珊瑚礁預計在下個世紀滅絕，將對經濟有巨大的影響，威脅著全球生物多樣性的平衡，並危及億萬人民的糧食安全。珊瑚礁覆蓋全球的海洋，在保護生物學中有著重要的作用。
由於二氧化碳的增加，海洋受到酸化的威脅。這對嚴重依賴海洋自然資源的社會是一個最大的威脅。有人擔憂，廣大的海洋物種裝無法進化或是適應海洋的化學變化。90%的大型生物（大於50kg），開陽金槍魚、旗魚以及鯊魚消失在報導中，避免大規模滅絕的前景似乎不太可能。鑒於目前的科學調查趨勢，海洋將只有少數倖存的多細胞有機體以及微生物留下來稱霸海洋生態系統。

### 脊椎動物其他族群
不被社會關注接受以及吸引資金的脊椎動物族群也被提出病嚴重關切。這些措施包括真菌(包括地衣物種)、無脊椎動物（尤其是昆蟲）和生物多樣性的地方，絕大數說顯示植物群落。真菌和昆蟲的保育，在保育生物學有舉足輕重的地位。由於菌根共生體的分解和回收，對森林的可持續性發展至關重要。昆蟲在生物圈的價值很大，因為他們在數量上超過其他所有生物群體的物種豐富度。陸地上最大的生物質能是在植物中，這是由於昆蟲的關係。昆蟲這個偉大的生態價值抵銷了社會對這些不愉快的美學的反應。
在昆蟲世界裡已經引起公眾的關注的事件之一是蜜蜂消失的神祕案件，蜜蜂授粉是種類繁多的農作物一個不可或缺的生態服務。蜜蜂離開蜂巢或蜂群突然消失的情況並不少見。然而在16個月期間從2006年到2007年，全美國577養蜂人中，29%表示他們的農場地高達76%的蜂群崩壞症候群(Colony Collapse Disorder)的損失。突如其來的蜜蜂統計的損失將放置在解決農業的應變。大規模下跌的原因讓科學家費解。害蟲、農藥和全球暖化都被認為是可能原因。
另一個鏈接昆蟲、森林和氣候變化的保護生物學的亮點是加拿大不列顛哥倫比亞省的山松甲蟲。這是自1999年以來出沒470000平方公里林地造成的疫情。大不列顛哥倫比亞省的政府已經編製了解決這個問題的行動計劃。
|               | 在松樹甲蟲疫情爆發後，這個森林立即受到影響，從一個小靜碳轉換到一個大的靜碳源。在最糟糕的年歲，不列顛哥倫比亞省的甲蟲爆發所產生的影響相當於加拿大在1959年至1999年的森林火災平均每年排放量的75％。 This impact [pine beetle epidemic] converted the forest from a small net carbon sink to a large net carbon source both during and immediately after the outbreak. In the worst year, the impacts resulting from the beetle outbreak in British Columbia were equivalent to 75% of the average annual direct forest fire emissions from all of Canada during 1959–1999. |
| ——Kurz et al. | |

### 寄生蟲的保護生物學
寄生蟲大部分瀕臨滅絕，其中有幾個是被人類或家畜消滅的害蟲，然而，大部分都是無害的。威脅包括宿主種群的衰落或分裂，或宿主物種的滅絕。

### 生物多樣性的威脅
許多生物多樣性，包括疾病和氣候變化的威脅，都達到了保護區的界定內，讓他們“不那麼受保護”（例如黃石國家公園） 。氣候變化，例如，經常被援引作為一個嚴重的威脅在這方面，因為有物種滅絕和二氧化碳釋放到大氣之間的反饋迴路。生態系統儲存和循環大量的碳規管全球條件。影響全球變暖增加了對全球生物多樣性的物種大滅絕災難性威脅。，預計到2050年將範圍所有物種的15％到37％，或在未來50年的50％的物種將面臨滅絕的威脅。
一些最顯著的威脅對於生物多樣性和生態系統過程，包括氣候變化，大規模的農業，森林砍伐，過度放牧，斜線和燒農業，城市發展，野生動物貿易，光污染和農藥的使用。 
棲息地破碎化帶來的更加嚴峻的挑戰之一，因為全球涵蓋的保護區只覆蓋了地球表面的11.5％。道路是一個原因，以及死亡率為許多類型的動物的直接來源，但它們也可以具有一些有益的效果。分散和缺乏聯保護區的一個顯著後果是動物遷徙的在全球範圍內的減少。保護生物學考慮到數十億的生物量噸，負責整個地球物質循環，遷移的減少是一件嚴肅的事情。
這些數字並不意味著人類活動必定造成無法彌補的傷害到生物圈。這些與各級養護管理和規劃對生物多樣性，從基因到生態系統，也有案例在人類持續發展與自然共存。 
然而扭轉目前的大滅絕，可能為時已晚。